# Taraxacum subundulatum
Taraxacum subundulatum — вид квіткових рослин з родини айстрових (Asteraceae). Вид зростає в Європі: Бельгія, Данія, Фінляндія, Німеччина, Велика Британія, Ірландія, Нідерланди, Норвегія, Польща, Іспанія, Швеція; це багаторічна рослина помірних біомів.